# Serwecz (dopływ Niemna)
Serwecz (biał. Сэрвач, Serwacz; ros. Сервечь, Sierwiecz) – rzeka na Białorusi, w obwodach brzeskim i grodzieńskim. Lewy dopływ Niemna. Należy do zlewiska Morza Bałtyckiego dorzecza Niemna.

## Rzeka i dolina
Dolina szeroka na 0,3–0,5 km w górnym biegu i 1–1,5 km w środkowym biegu. Terasa zalewowa dwustronna, bagnista lub łąkowa, szeroka na 50–100 m w górnym biegu i 1-2 km przy ujściu. Koryto kręte, częściowo skanalizowane. Wiosną występują na niej powodzie.
Znajduje się na niej jezioro zaporowe Kutowszczyzna.
Występują w niej takie gatunki jak leszcz, płoć, wzdręga, okoń i szczupak.

## Przebieg
Powstaje z kilku strumieni w pobliżu wsi Sielawicze, w rejonie baranowickim. Początkowo rzeka płynie na wschód, następnie skręcając na północ. Przepływa przez rejon korelicki i na niewielkim odcinku przez rejon nowogródzki, gdzie uchodzi do Niemna.

## Dopływy
Do znaczniejszych dopływów zaliczają się Newda i Ruta.